# Indywidualne Mistrzostwa Polski w Zapasach 1984

## Mistrzostwa Polski w Zapasach1984

### Mężczyźni
54. mistrzostwa Polski w stylu klasycznym i 37. mistrzostwa Polski w stylu wolnym odbyły się w dniach 12–14 października 1984 w Zabrzu.

## Medaliści

### Mężczyźni

#### Styl wolny
| Kategoria:   | Złoto:                               | Srebro:                            | Brąz:                               |
| 48 kg        | Jan Falandys Stal Rzeszów            | Ryszard Kajszczak Grunwald Poznań  | Bogdan Noras GKS Tychy              |
| 52 kg        | Władysław Olejnik Lotnik Wrocław     | Janusz Bożek GKS Tychy             | Piotr Mrochem Slavia Ruda Śląska    |
| 57 kg        | Zygmunt Kołodziej Plon Milicz        | Wiesław Kończak Lotnik Wrocław     | Władysław Stecyk Grunwald Poznań    |
| 62 kg        | Marian Skubacz Slavia Ruda Śląska    | Mirosław Skrzypkowski Stal Rzeszów | Mieczysław Chomicz Grunwald Poznań  |
| 68 kg        | Andrzej Kubiak Gwardia Warszawa      | Jan Szymański Slavia Ruda Śląska   | Aleksander Papow Spójnia Gdańsk     |
| 74 kg        | Krzysztof Wójtowiec Gwardia Warszawa | Krystian Rajman Slavia Ruda Śląska | Jan Pawlik GKS Tychy                |
| 82 kg        | Leszek Ciota Gwardia Warszawa        | Włodzimierz Górski GKS Tychy       | Andrzej Radomski Budowlani Koszalin |
| 90 kg        | Jan Górski Slavia Ruda Śląska        | Jan Szelągowicz Lotnik Wrocław     | Zbigniew Smorga Grunwald Poznań     |
| 100 kg       | Jerzy Owerczuk Gwardia Warszawa      | Tomasz Kupis Boruta Zgierz         | Andrzej Patalong GKS Tychy          |
| ponad 100 kg | Adam Sandurski Stal Rzeszów          | Ryszard Długosz Stal Rzeszów       | Marek Ząbczyk Stal Rzeszów          |

#### Styl klasyczny
| Kategoria:   | Złoto:                                | Srebro:                             | Brąz:                                   |
| 48 kg        | Wiesław Kamiński Śląsk Wrocław        | Arkadiusz Wiśniewski Legia Warszawa | Andrzej Głąb Cement Gryf Chełm          |
| 52 kg        | Roman Kierpacz GKS Katowice           | Stanisław Wróblewski Siła Mysłowice | Leszek Majkowski Legia Warszawa         |
| 57 kg        | Mieczysław Tracz Śląsk Wrocław        | Marek Czornik Siła Mysłowice        | Jan Potocki Cement Gryf Chełm           |
| 62 kg        | Adam Kierpacz GKS Katowice            | Józef Raczek Siła Mysłowice         | Piotr Michalik Siła Mysłowice           |
| 68 kg        | Krzysztof Pięta Śląsk Wrocław         | Eugeniusz Brzóska Siła Mysłowice    | Stanisław Barej Legia Warszawa          |
| 74 kg        | Jerzy Kopański GKS Katowice           | Roman Popiołek Legia Warszawa       | Wiesław Dziadura Legia Warszawa         |
| 82 kg        | Bogdan Daras Siła Mysłowice           | Roman Rozenbajger Cement Gryf Chełm | Ryszard Rozenbajger Legia Warszawa      |
| 90 kg        | Bogdan Merkel Unia Racibórz           | Andrzej Malina Legia Warszawa       | Mieczysław Rudnik Wisłoka Stomil Dębica |
| 100 kg       | Bogusław Dąbrowski Zagłębie Wałbrzych | Marian Łukasik Siła Mysłowice       | Roman Bierła GKS Katowice               |
| ponad 100 kg | Sławomir Luto Legia Warszawa          | Sławomir Źróbek GKS Katowice        | Jerzy Choromański GKS Katowice          |